# Castillo Mito
El Castillo Mito (水戸城, Mito-jō) fue un castillo japonés ubicado entre el río Naka y el lago Senba  en  la ciudad de Mito, en la Prefectura de Ibaraki, Japón. 

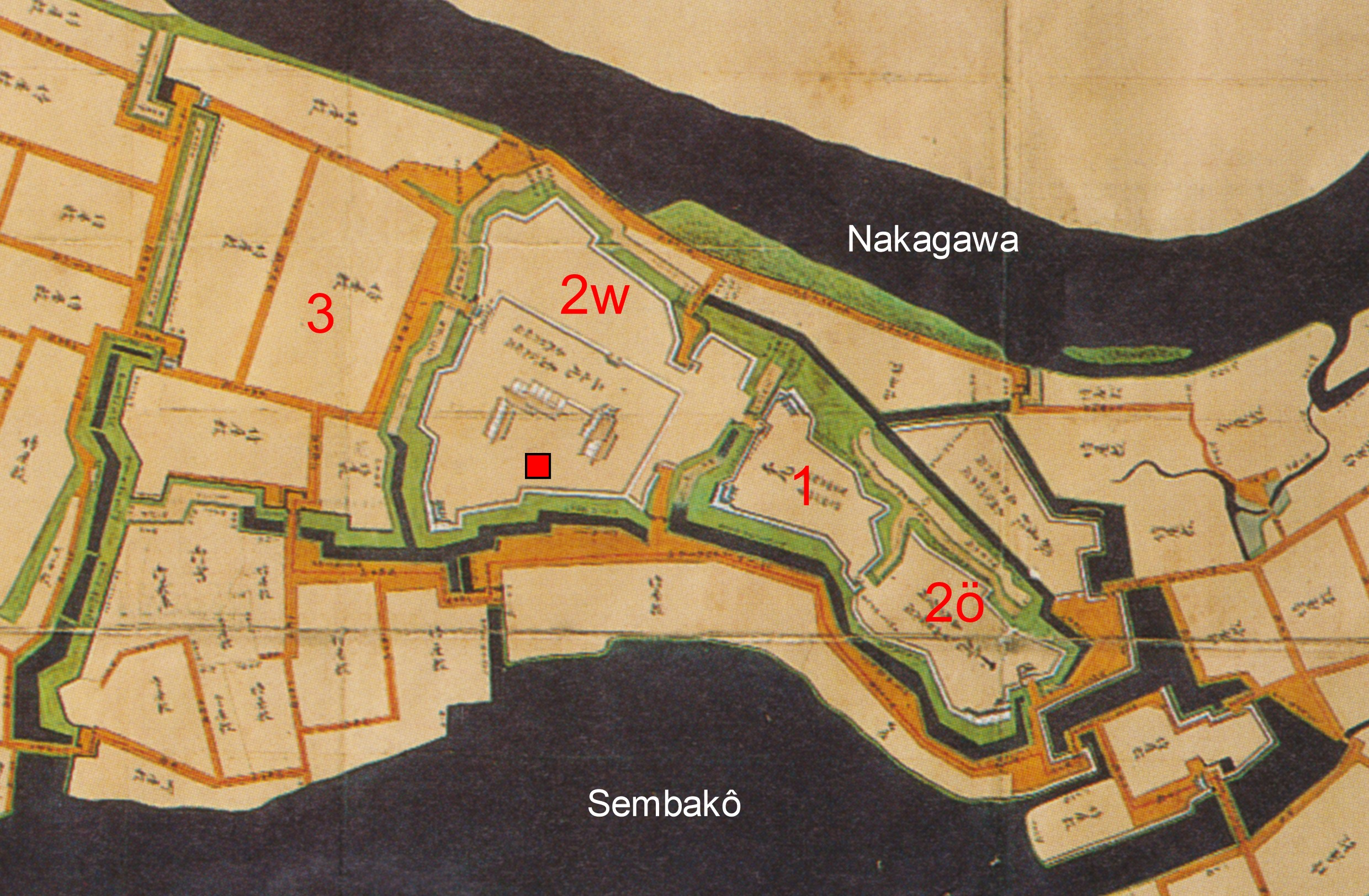
Plano del Castillo Mito.

## Ubicación
Ruinas del Castillo Mito.
Dirección: 〒310-0011, 2 Chome−9, Sannomaru, Mito, Ibaraki.
Planos y vistas satelitales: 36°22′30.5″N 140°28′44.1″E / 36.375139, 140.478917

## Historia
Baba Sukemoto construyó el primer castillo en este sitio en 1214 y se conoció como Castillo Baba. 
El Clan Baba continuó gobernando durante unos 200 años hasta que fueron conquistados en 1416 por Edo Michifusa.  
Después de la toma efectuada por el Clan Edo se amplió el castillo y fue rebautizado como Castillo Mito.

### Período Azuchi-Momoyama
Período Azuchi-Momoyama. En 1590, Satake Yoshinobu, un daimio aliado de Toyotomi Hideyoshi, se apoderó del Castillo Mito; continuó gobernando este castillo hasta después de la batalla de Sekigahara, en la cual Satake Yoshinobu permaneció neutral, por lo cual fue expulsado al Castillo Kubota, en la actual Prefectura de Akita por Tokugawa Ieyasu. 
En este momento, un hijo de Tokugawa Ieyasu, Takeda Nobuyoshi, pasó a ser el daimio del Castillo de Mito del Dominio Mito desde julio de 1602 hasta su muerte.

### Período Edo
Período Edo. Tokugawa Yorinobu fue un daimyō japonés hijo de Tokugawa Ieyasu. El 8 de diciembre de 1603, Yorinobu recibió el Dominio de Mito, fue su feudo hasta el año 1609.
Luego el castillo fue gobernado por el Clan Mito rama Tokugawa desde el año 1609, iniciando con Tokugawa Yorifusa hijo de Tokugawa Ieyasu . El Clan Mito se inició con él (Tokugawa Yorifusa).
Los Tokugawa gobernaron sobre el Castillo Mito hasta la Restauración Meiji. El edificio del castillo excepto una yagura de tres pisos y la puerta del yakuimon, fueron destruidos durante el Período Meiji. El yagura luego se quemó durante la Segunda Guerra Mundial.
En el año 1945, la ciudad de Mito fue bombardeada. Fuego naval, fue producido por ataque aéreo con B-29, el 2 de agosto; al Castillo Mito le fueron quemadas durante el bombardeo, la partes existentes de él. Alrededor de 3/4 de la ciudad fue quemada en la Segunda Guerra Mundial.

### El castillo hoy en día
Hoy en día solo hay ruinas del antiguo castillo, permanece  en pie la puerta de entrada ((Yakuimon 薬医門)  al Castillo Mito y se pueden observar algunos de los fosos que rodeaban al castillo. 
Frente al sitio, está el histórico centro educacional Kōdōkan creado por la Escuela de Mito y además a su alrededor existen varias establecimientos de educación modernos que tienen las puertas y las cercas hechas al estilo propias de las de un castillo. El Kōdōkan en Sannomaru, no forma parte de la estructura de castillo.
Existen planes en la ciudad de Mito, para reconstruir el castillo.

## Clanes en el dominio
Clanes en el Dominio Mito (水戸藩) gobernantes del Castillo Mito.
- 1214 – 1416 Clan Baba.
- 1416 – 1590 Clan Edo.
- 1590 – 1602 Clan Satake .
- 1602 – 1603 Clan Takeda , tamaño del dominio 150.000 Koku.
- 1603 – 1609 Clan Tokugawa , tamaño del dominio 200.000 Koku.
- 1609 – 1869 Clan Mito – Tokugawa , tamaño del dominio 250.000 → 350.000 koku.